# Concerto pathétique de Liszt
 (février 2024).
Si vous disposez d'ouvrages ou d'articles de référence ou si vous connaissez des sites web de qualité traitant du thème abordé ici, merci de compléter l'article en donnant les références utiles à sa vérifiabilité et en les liant à la section « Notes et références ».
Le Concerto pathétique, S258, est une œuvre musicale pour deux pianos (sans orchestre) de Franz Liszt, écrite en 1865.

## Histoire
Liszt a publié en 1851 son Grosses Konzertsolo (S176); bien que moins populaire que sa Sonate en si mineur, il l'anticipe par sa structure et ses thèmes.
Une première version non publiée de ce Grosses Konzertsolo diffère structurellement de la version définitive, révélant la genèse progressive de Liszt pour construire des œuvres imposantes et aboutissant ici à sa Sonate en si mineur.
En 1865 Liszt publie une version pour deux pianos sous le nom Concerto pathétique qui donne une présentation plus efficace des idées musicales grâce à la forme de concerto donnée à l'ensemble. Liszt a ébauché quelques orchestrations et de nombreux arrangements pour orchestre ont été écrits par d'autres compositeurs.

## Genèse
La nature expérimentale du Concerto pathétique lui donne une position importante dans l'œuvre de Liszt.